# کوجی کوراموتو
کوجی کوراموتو (انگلیسی: Koji Kuramoto؛ زادهٔ ۱۴ اوت ۱۹۵۱) جودوکار اهل ژاپن بود.